# マット・モーガン
マット・モーガン（Matthew Thomas Morgan、1976年9月10日 - ）は、アメリカ合衆国のプロレスラー。コネチカット州フェアフィールド出身。

## 来歴
プロレスラーになる以前はバスケットボール選手として活動。フェアフィールド高校を卒業し、モンマス大学に入学して活躍。1996年にはNCAAトーナメント出場へと導いている。NBAのチームであるインディアナ・ペイサーズとトロント・ラプターズのトライアウトを受けるが合格するに至らなかった。

### WWE

#### OVW
2002年、WWEの新人発掘番組であるタフイナフ2にマット（Matt）名義で参加。優勝を飾る事ができず予選落ちとなったものの、そのパワーを認められて契約を交わし入団。傘下団体であるOVWにてトレーニングを開始。7月24日、デビッド・フレアーとタッグを組んでダグ・バシャム & ダマジャと対戦してプロレスラーデビューを飾る。12月、BJペインとペインキラーズなるタッグチームを結成。
2003年4月11日にはイベントであるSpring Breakout 2003にてケインと対戦し、敗戦。

#### WWE
2003年11月4日、WWEへと昇格。SmackDown!にてブロック・レスナーがリーダーを務める巨漢ユニット、チーム・レスナーの一員としてAトレイン、ネイサン・ジョーンズと共に登場。レスナーと抗争中であったカート・アングル & クリス・ベノワと4vs2によるハンディキャップマッチを行い勝負を度外視にして一方的に攻撃を浴びせ続けた。同月16日、Survivor Series 2003にてビッグ・ショーをメンバーに加えたチーム・レスナー vs チーム・アングル（アングル & ベノワ &ハードコア・ホーリー & ジョン・シナ & ブラッドショー）とサバイバー・シリーズ・エリミネーションマッチで対戦するが敗戦。
2004年1月25日、Royal Rumble 2004のロイヤルランブル・マッチの出場するが結果を出す事ができずに脱落した。Royal Rumble 2004終了後、OVWへと降格。ニック・ディンスモア、イライジャ・バークといったレスラー達とOVW南部ヘビー級王座を巡って激闘を繰り広げた。
2005年4月、WWEへ再昇格。吃音症のギミックを与えられるが、ブレット・マシューズ、マイキー・ウィップラッシュ、ロブ・エコスといったインディー団体からスポット参戦したレスラーやフナキなどを次々と瞬殺。5月にはビッグ・ショーと抗争していたカリート・カリビアン・クールの用心棒として登場。ビッグ・ショーをF5で投げるという見せ場を作った。7月2日、日本で行われたRAW & SmackDown!スーパーショーに出場する為初来日を果たす。カリート・カリビアン・クールと組んでビッグ・ショー & 曙のドリームタッグと対戦するも完膚無きまでにやられた。7月4日、SmackDown!にてウィリアム・リーガルと対戦して勝利したのを最後にWWEから解雇となった。

### インディー団体
WWE解雇後、2005年10月8日、新日本プロレスに参戦。PPVである闘魂創造～NEW CHAPTER～に出場し、チーム・ジャパン VS 元WWEと題された試合で永田裕志と対戦し、マウント・モーガン・ドロップを決めて勝利した。以降、Toukon Series 2005 ～ Battle Final 2005までマーク・ジンドラックとタッグを組んで出場。
2006年1月29日、イタリアを拠点とするNWE（New Wrestling Entertainment）に参戦。アンドリュー・マーチンとランバージャックマッチを行うが敗戦した。3月、全日本プロレスのHold Out Tour 2006に参戦。TAKAみちのく率いるユニットであるRO&Dにメンバー入りし、ブキャナンと組んで出場。同月25日、プエルトリコの団体であり、カルロス・コロンが主宰するWWCに参戦。エディ・コロンと対戦するが敗戦した。4月、全日本プロレスで開始されたチャンピオン・カーニバルではBブロックでエントリーするも勝ち点2という物足りない結果に終わり、これを持ってRO&Dから戦力外通告を受けユニットから脱退。4月22日、ハッスルに参戦。インリンの番犬としてジンドラックと共にソドムとゴモラのギミックであるゴモラ（Gomora）、ジンドラックはソドムで登場。ハッスルハウス13にてソドム & ジャイアント・バボと組んで金村キンタロー & 田中将斗 & 黒田哲広と対戦して勝利した。

### TNA
2008年4月、TNAと契約を交わし入団。4月13日、PPVであるLockdown 2008にてクリスチャン・ケイジ率いるチーム・ケイジの一員として電撃登場し、クリスチャン & ケビン・ナッシュ & ライノ & スティングと組んでトムコ率いるチーム・トムコ（トムコ & AJスタイルズ & ブラザー・ディーボン & ブラザー・レイ & ジェームズ・ストーム）とリーサル・ロックダウンマッチを行い勝利した。

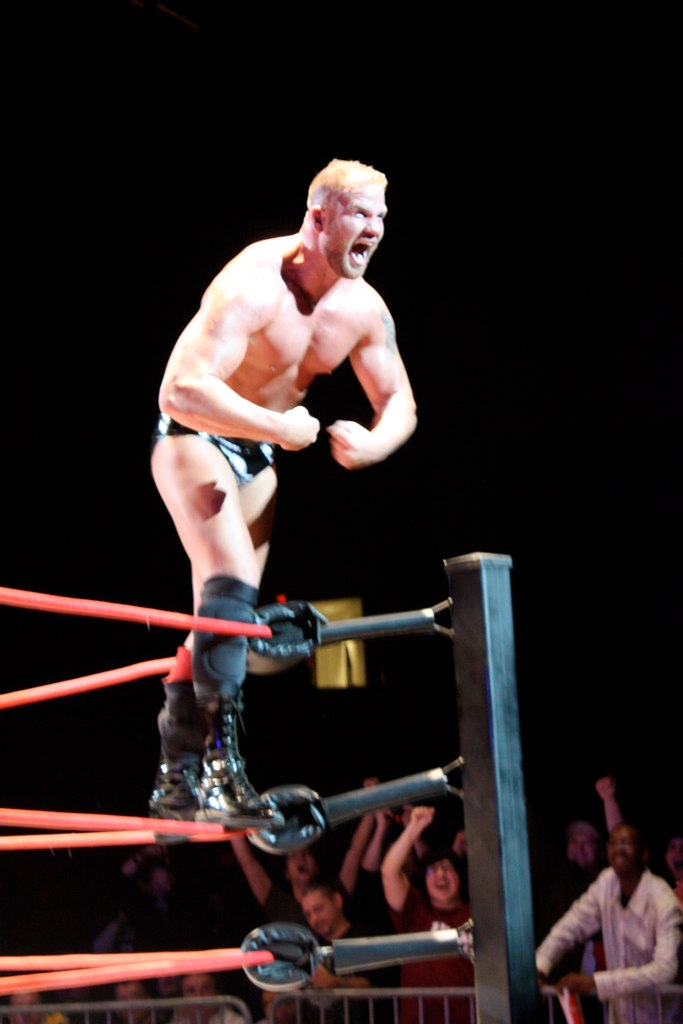
TNA時代

TNAデビュー後、WWE時代同様インディー団体よりスポット参戦したレスラー達を相手に瞬殺する事を繰り返し、9月よりアビスとタッグを結成してTNA世界タッグ王座を巡ってビアマネー・インク（ロバート・ルード & ジェームズ・ストーム）、チーム3D（ブラザー・ディーボン & ブラザー・レイ）と激闘を繰り広げるも王座を戴冠するに至らず、2009年1月にタッグを解消。2月よりアビスと抗争を展開し、4月19日、Lockdown 2009にてドゥームズデイ・チェンバー・オブ・ブラッドマッチにより決着戦を行い終止符を打った。アビスとの抗争後、シングルで活動。9月20日、PPVであるNo Surrender 2009にてTNA世界ヘビー級王座争奪5wayマッチにてAJスタイルズ、アングル、スティング、ヘルナンデスと対戦。試合途中にはヘルナンデスと意気投合し、半ば共闘状態でベルト奪取を目論むが奪取するに至らなかった。しかし、この試合をきっかけにヘルナンデスとタッグを組んで活動していく事になる。
2010年1月17日、PPVであるGenesis 2010にてTNA世界タッグ王座を保持するブリティッシュ・インヴェイジョン（ダグ・ウィリアムス & ブルータス・マグナス）と対戦して勝利し、ベルトを奪取。順調に王座を防衛していたものの2月より不協和音が生じるようになり、3月22日、iMPACT!にてTNA世界タッグ王座をどちらが保持するかパートナーリーブスマッチを行い勝利して、単独でのタッグ王者となる。以降、パートナーをアメージング・レッド、シャーク・ボーイ、ジェシー・ニールへと変更していくが、5月4日、iMPACT!にてthe BAND（ケビン・ナッシュ & スコット・ホール）と1vs2によるハンディキャップマッチで敗戦し、ベルトを奪取された。TNA世界タッグ王座陥落後、再びシングルで活動。TNA世界ヘビー級王座戦線に加わりWWEからTNAへと移籍してきたリック・フレアーにTNAを支える一人として期待され、胸を借りて対戦して勝利するなどベルト獲得の時期も近いかと思われ、ジェフ・ハーディー、ミスター・アンダーソンと抗争を展開するが結局のところ奪取するに至らなかった。
2011年10月16日、TNA年間最大のPPV、Bound for Glory 2011ではサモア・ジョー、クリムゾンとの3Wayマッチを行うが敗戦。11月13日、PPVであるTurning Point 2011ではクリムゾンと直接対決を行うが引き分けになる。Bound for Gloryでの対戦からモーガンとは友情が芽生えていたことにより、試合後にはお互いを健闘し合った。11月17日、iMPACT!にてクリムゾンとタッグを組み、メキシカン・アメリカ（アナーキア & ヘルナンデス）からTNA世界タッグ王座を奪取した。
2012年2月、TNA世界タッグ王座陥落後、クリムゾンとのタッグを解消し、新たにジョーイ・ライアンをパートナーにするが出場機会は激減。前座番組のXplosionが中心となるが2013年7月9日にTNAから解雇となった。

### インディー団体
TNA解雇後、2013年8月25日にNWA加盟団体のFUW（Florida Underground Wrestling）に参戦し、ジョン・グリードと対戦して勝利した。31日には元WWE所属のケネス・キャメロン、9月1日にはケネディ・ケンドリックから連勝している。10月12日、FWE（Family Wrestling Entertainment）に参戦し、ジョン・ヘニガンが保持するFWEヘビー級王座に挑戦するが敗戦した。26日にはFUWにてFUWヘビー級王座を保持するザ・グリースに挑戦して勝利し、ベルトを奪取した。11月1日、レオ・ゴールドを相手にFUWヘビー級王座初防衛戦を行い勝利し、防衛に成功している。

### TNA
2017年4月6日、TNA・Impact Wrestlingにてアナウンサーであるジェレミー・ボラッシュとジョシュ・マシューズの抗争でチーム対抗戦が行われる事が発表された際、乱闘となったリング上を制しにバックステージから登場を果たす。同月13日、ボラッシュ率いるチームJBの一員となり、アルベルト・エル・パトロン & マグナス & クリス・アドニスと組んでマシューズ率いるチーム・ゴート（ブラム & タイラス & イーライ・ドレイク & ラシュリー）と対戦。終盤に両チーム入り乱れての乱闘になるが、自身がブラムに対してカーボン・フットプリントからマグナスのダイビング・エルボードロップへと繋げて勝利した。

## 得意技

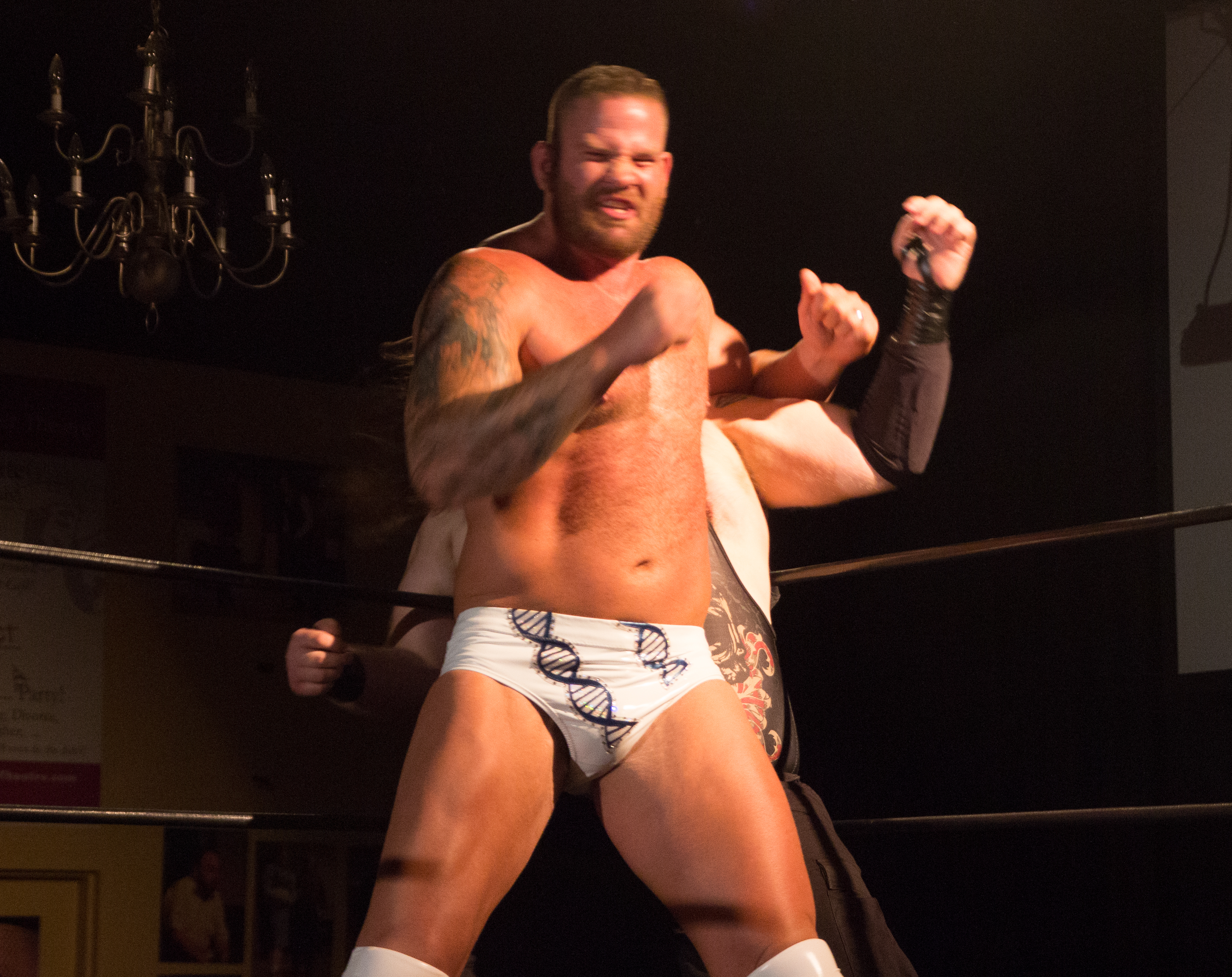
バックエルボー

- カーボン・フットプリント

フィニッシャー。バイシクルキック、またはランニング・ビッグブートとして使用する時がある。
- ヘレベーター

バーティカル・スープレックスの体勢からサイドスラムへと移行する。日本のプロレス団体に参戦していた時期にはマウント・モーガン・ドロップという技名で使用していた。
- チョークスラム
- F5

2005年にビッグ・ショーと抗争していた際に使用。
- ギロチン・ドロップ
- バック・エルボー
- フォール・アウェイ・スラム
- サイド・スラム
- ディスカス・クローズライン
- ハングタイム

ジャンピング・パワーボム
- リバースチョークスラム

## 獲得タイトル

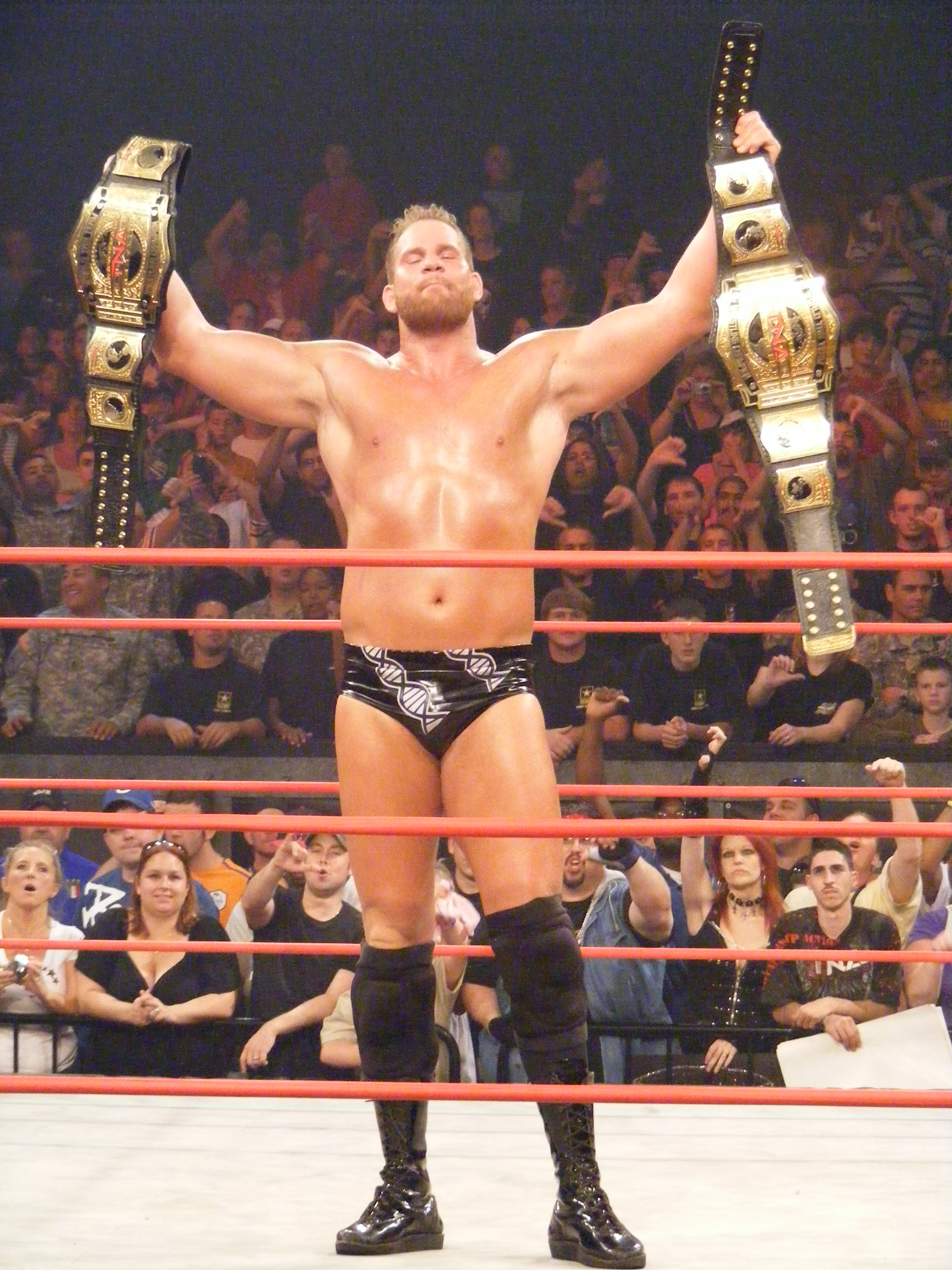
TNA世界タッグチーム王者時代

TNA
- TNA世界タッグ王座 : 2回

w / ショーン・ヘルナンデス
w / クリムゾン
OVW
- OVWヘビー級王座：2回

FNW
- FNWヘビー級王座：1回

FUW
- FUWヘビー級王座：1回